# Tone River (Warren River)
Der Tone River ist ein Fluss im Südwesten des australischen Bundesstaates Western Australia.

## Geographie
Der Fluss entsteht rund 30 Kilometer südwestlich von Kojonup durch den Zusammenfluss von Murrin Brook und Cockatoo Creek. Er fließt in südwestlicher Richtung durch den Südostteil der Tone Perup Nature Reserve. Östlich von Strachan unterquert er den Muirs Highway und mündet westlich der Stadt in den Warren River.

### Nebenflüsse mit Mündungshöhen
Der Tone River hat folgende Nebenflüsse:
- Murrin Brook – 268 m
- Cockatoo Creek – 268 m
- Mettabinup Brook – 240 m
- Chowerup Creek – 224 m